# Glossina swynnertoni
Glossina swynnertoni
Pour les articles homonymes, voir Mouche et Goma Tsé-Tsé.
Espèce
Glossina swynnertoni est l'une des 23 espèces reconnues de mouches tsé-tsé (genre Glossina) et appartient au groupe des savanes/morsitans (sous-genre Glossina s.s.). Glossina swynnertoni est considérée comme un excellent vecteur de la trypanosomose africaine chez les animaux, mais elle est également impliquée dans la transmission de la forme humaine de la maladie,.

## Distribution
Glossina swynnertoni est présente dans une zone relativement petite au contact du nord de la République-Unie de Tanzanie et du sud-ouest du Kenya,. Les parcs nationaux ou autres réserves sont particulièrement concernés, avec les espèces présentes dans le parc national du Serengeti et le parc national de Tarangire en République-Unie de Tanzanie,, et dans la réserve nationale du Masai Mara au Kenya.